# Mathew St. Patrick
Mathew St. Patrick (Philadelphia (Pennsylvania), 17 maart 1969) is een Amerikaans acteur.
St. Patrick is het meest bekend van zijn rol als Keith Charles in de televisieserie Six Feet Under waar hij in 63 afleveringen speelde en als Adrian Sword in de televisieserie All My Children waar hij in 63 afleveringen speelde.

## Biografie
St. Patrick is geboren en getogen in Philadelphia (Pennsylvania) in een gezin van vier kinderen. Hij heeft de high school doorlopen aan de Olney High School in Philadelphia.
St. Patrick kreeg in 1995 een zoon.

## Filmografie

### Films
Uitgezonderd korte films.
- 2019 Ice Cream in the Cupboard - als dr. Derek Crowder
- 2018 Doe - als Carl
- 2014 Kristy - als Wayne
- 2008 Alien Raiders – als Seth Steadman
- 2008 Ball Don't Lie – als Louis Accord
- 2008 Sllepwalking – als detective
- 2007 War – als Wick
- 2005 Tides of War – als Steven Barker
- 1998 Surface to Air – als Quinland
- 1997 Steel Sharks – als Mattox

### Televisieseries
Uitgezonderd eenmalige gastrollen.
- 2014 Sons of Anarchy - als Moses Cartwright - 4 afl.
- 2009 – 2010 Saving Grace – als Tom Harris – 2 afl.
- 2005 – 2006 Reunion – als rechercheur Kenneth Marjorino – 13 afl.
- 2005 – 2006 Higglytown Heroes – als politieagent Hero – 2 afl.
- 2001 – 2005 Six Feet Under – als Keith Charles – 63 afl.
- 2004 Danny Phantom – als Skulker (stem) – 3 afl.
- 1998 – 2000 All My Children – als Adrian Sword – 76 afl.
- 1998 Mike Hammer, Private Eye – als Marcus Aurelius Sterling – 2 afl.
- 1997 General Hospital – als rechercheur Marcus Taggart - ? afl.

- Gemeinsame Normdatei: 1028170122
- International Standard Name Identifier: 0000 0003 9291 6173
- Library of Congress Control Number: no2003057054
- MusicBrainz: 480813a6-d958-40d0-b818-55f1dc934f48
- Système universitaire de documentation: 161669913
- Virtual International Authority File: 287034768
- WorldCat: E39PBJcWx8C6xYMTjmQFChDDv3